# 济三煤矿
济三煤矿，又稱济宁三号煤矿，是经国家计委批准由兖矿集团有限公司（山东能源集团有限公司前身）建设的设计年生产能力500万吨的特大型矿井，采用综采放顶煤开采，辅助运输采用无轨运输，推行“3+6”安全文化。

## 历史
- 于1993年12月19日正式开工。
- 1999年9月底开始试生产。
- 该矿于2000年12月28日正式投入商业生产。
- 该煤矿建设工程获得全国煤炭建设质量奖。

## 煤炭储存特点
该矿煤炭品种为气肥煤。
截至2004年12月31日，主采煤层的已探明及推定总储量约为2.56亿吨。

## 煤矿特点
该煤矿主要生产设备由国外引进。
生产系统设计上主要特点有：
- 井下主要运输巷道沿煤层倾斜方向布置在煤层中，采用采区前进式、工作面后退式开采；
- 生产工艺采用综采放顶煤开采工艺；
- 辅助运输采用无轨胶轮车。